# Loïc Barrière
Pour les articles homonymes, voir Barrière.
Loïc Barrière est un écrivain et journaliste français, né à Rouen le 20 septembre 1967.

## Biographie

### Éléments personnels
Né à Rouen, il est scolarisé dans les années 1980 à Grand-Couronne, commune ouvrière où vit une importante communauté d’origine maghrébine. Il émet, très jeune, le désir d’apprendre l’arabe. De l’âge de 14 ans à 17 ans, il apprendra l’arabe, le mercredi et le samedi, au sein d’une association qui dispense des cours aux enfants issus de l’immigration. À partir des années 1990, il se rendra à de nombreuses reprises dans le monde arabe, Algérie, Maroc, Tunisie, Mauritanie, Syrie, Liban, Égypte, voyages qui lui apporteront la matière de ses deux premiers romans. Les années 2000 coïncideront avec la découverte de l’Asie : Hong-Kong, Taïwan, Thaïlande et Cambodge. Ce dernier pays lui inspirera son roman suivant, Le Chœur des enfants khmers en 2008 puis, huit ans plus tard, Rizières sous la lune.

### L'écriture
En 1998, il publie Le Voyage clandestin, chez Seuil-Jeunesse, qui évoque le destin des « sans papiers » à travers l'histoire d'Adel, jeune Algérien arrivant à Paris en quête d'une autre vie  (ISBN 2020308908). Ce roman, souvent recommandé par les documentalistes dans les médiathèques scolaires, vaut à l'auteur d'être invité régulièrement dans les collèges et lycées en France.
En 1999, il dirige un recueil de nouvelles d'auteurs marocains, Des nouvelles du Maroc, aux éditions Paris-Méditerranée, dans lequel apparaissent des textes d'auteurs confirmés comme Mohamed Choukri, Salim Jay, Rachid O ou encore Abdellah Taïa dont ce sont les tout premiers écrits publiés   (ISBN 2-84272-065-2).
En 2004, paraît un roman, Quelques mots d'arabe (éditions du Seuil), récit d'un jeune Français venu au Maroc dans l'espoir de sauver du suicide un jeune chômeur marocain. Inspiré en partie de l'enfance de l'auteur, le roman décrit l'apprentissage de la langue arabe par un adolescent dans une ville ouvrière où il côtoie des élèves issus de l'immigration maghrébine. Il contient aussi des pages sur l'Algérie et la Mauritanie. Le livre, malgré ses aspects pessimistes, décrit la possibilité d'une rencontre dépassionnée entre l'Europe et le monde arabe.
En 2008, il publie Le Chœur des enfants khmers (éditions du Seuil), roman inspiré d'une histoire vraie où il est question du génocide perpétré par les Khmers rouges au Cambodge  (ISBN 978-2-02-094342-0). Rotha, un Khmer qui a grandi dans des camps en Thaïlande, décide de retourner dans son pays de naissance, avec son jeune frère né en France et un Khmer adopté par une Française. De longs extraits de cet ouvrage sont cités dans Le goût du Cambodge publié au Mercure de France en 2010.
En 2016, il publie Le roman d'Abd el-Kader (éditions Les Points sur les I), fiction historique inspirée de la vie de l'Emir Abd el-Kader.
La même année, il publie Rizières sous la lune (Editions Vents d'Ailleurs), un roman qui raconte un épisode méconnu du protectorat du Cambodge, la guérilla menée par le Prince Si Votha contre les troupes françaises au XIXe siècle, roman qui bénéficie d'une nouvelle publication en 2023 (Editions Les Défricheurs).  
Il est également membre du Prix littéraire ESJ Paris - Maison Blanche.

### Le journalisme
Journaliste à Radio Orient depuis 1991, il y anime depuis 2002 une émission politique ainsi qu'une émission littéraire. Dans les années 1990, il a également publié des reportages dans Politis et dans l'Humanité-Dimanche. De 2016 à 2018, il a écrit aussi dans Le Courrier de l'Atlas.

## Romans
- Le Voyage clandestin, Seuil, 1998
- Quelques mots d'arabe, Seuil, 2004
- Le Chœur des enfants khmers, Seuil, 2008
- Le roman d'Abd el-Kader, Les Points sur les I, 2016
- Rizières sous la lune, Vents d'Ailleurs, 2016, Les Défricheurs, 2023.